# أحيانا السعادة وأحيانا الحزن (فلم هندي)
احيانا السعادة واحيانا الحزن (بالهندية كبهي خوشي كبهي غم कभी खुशी कभी ग़म بالإنجليزية: Kabhi Khushi Kabhie Gham) هو فيلم هندي من إخراج كاران جوهر صدر بالهند سنة 2001. وتحكي قصة الفيلم عن عائلة ثرية يتسبب زواج ابنها الأكبر في تشتتها لسنوات حتى يجمع شملها بصعوبة الابن الأصغر. وهو من بطولة نخبة من عمالقة كبار نجوم بوليوود: أميتاب باتشان، جايا باتشان، شاه روخ خان، كاجول، هريتيك روشان، كارينا كابور وراني موخرجي.

## القصة
يتحدث الفيلم عن "شاروخان" الابن الأكبر لعائلة مرموقة في الهند، يقع في حب ابنة مربيته "كاجوال" فيحاول مصارحتها بحبه ويقرران الزواج لكن رب الأسرة "أميتاب" يحاول تزويج إبنه إلى فتاة أخرى "راني مخرجي" من طبقته وهو ما يرفضه الابن، فيخير "أميتاب" ابنه بين اختياره الصائب له أو قراره الطائش حسبه. ليرحل الابن الأكبر إلى إنجلترا منفيا مع حبيبته وشقيقتها بعد وفاة والدهما، حيث يرزقان بطفل بعد زواجهما. خلال تلك السنوات يشتد عود شقيق "شاروخان الأصغر "هريتيك روشان" الذي يقرر مصالحة والده مع أخيه.

## روابط خارجية
- أحيانا السعادة وأحيانا الحزن على موقع IMDb (الإنجليزية)
- أحيانا السعادة وأحيانا الحزن على موقع روتن توميتوز (الإنجليزية)
- أحيانا السعادة وأحيانا الحزن على موقع نتفليكس (الإنجليزية)
- أحيانا السعادة وأحيانا الحزن على موقع قاعدة بيانات الأفلام العربية
- أحيانا السعادة وأحيانا الحزن على موقع ألو سيني (الفرنسية)
- أحيانا السعادة وأحيانا الحزن على موقع Turner Classic Movies (الإنجليزية)
- أحيانا السعادة وأحيانا الحزن على موقع أول موفي (الإنجليزية)
- أحيانا السعادة وأحيانا الحزن على موقع بوكس أوفيس موجو (الإنجليزية)
- أحيانا السعادة وأحيانا الحزن على موقع فيلمافينيتي (الإسبانية)
- أحيانا السعادة وأحيانا الحزن على موقع قاعدة بيانات الفيلم (الإنجليزية)